# Västmanlands östra domsagas valkrets
Västmanlands östra domsagas valkrets var vid riksdagsvalen till andra kammaren 1866-1908 en egen valkrets med ett mandat. Valkretsen omfattade Torstuna, Simtuna, Övertjurbo och Våla härader. Valkretsen kallades Torstuna, Simtuna, Övertjurbo och Våla domsagas valkrets fram till 1878. Området uppgick vid valet 1911 i Västmanlands läns östra valkrets.

## Riksdagsmän
- Johan Erik Johansson, lmp (1867–1884)
- Eric Ersson, lmp 1885–1887, nya lmp 1888–1893 (1885–1893)
- Adolf Ericson, nya lmp 1894, lmp 1895–1902 (1894–1902)
- Leonard Lindewall, lmp (1903–1905)
- Carl Eric Johansson, lmp (1906–1908)
- Johan Andersson, lib s (1909–1911)

## Valresultat

### 1896
| Andrakammarvalet i Sverige 1896: Västmanlands östra domsagas valkrets | Andrakammarvalet i Sverige 1896: Västmanlands östra domsagas valkrets | Andrakammarvalet i Sverige 1896: Västmanlands östra domsagas valkrets | Andrakammarvalet i Sverige 1896: Västmanlands östra domsagas valkrets | Andrakammarvalet i Sverige 1896: Västmanlands östra domsagas valkrets |
| Kandidat                                                              | Kandidat                                                              | Röster                                                                | Röster                                                                | Röster                                                                |
| Kandidat                                                              | Kandidat                                                              | Antal                                                                 | %                                                                     | +− %                                                                  |
| --------------------------------------------------------------------- | --------------------------------------------------------------------- | --------------------------------------------------------------------- | --------------------------------------------------------------------- | --------------------------------------------------------------------- |
|                                                                       | Adolf Ericson                                                         | 708                                                                   | 62,2                                                                  |                                                                       |
|                                                                       | Anders Pers                                                           | 430                                                                   | 37,8                                                                  |                                                                       |
| Antal giltiga röster                                                  | Antal giltiga röster                                                  | 1,138                                                                 |                                                                       |                                                                       |
| Kasserade röster                                                      | Kasserade röster                                                      | 3                                                                     |                                                                       |                                                                       |
| Totalt                                                                | Totalt                                                                | 1,141                                                                 |                                                                       |                                                                       |

### 1899
| Andrakammarvalet i Sverige 1899: Västmanlands östra domsagas valkrets | Andrakammarvalet i Sverige 1899: Västmanlands östra domsagas valkrets | Andrakammarvalet i Sverige 1899: Västmanlands östra domsagas valkrets | Andrakammarvalet i Sverige 1899: Västmanlands östra domsagas valkrets | Andrakammarvalet i Sverige 1899: Västmanlands östra domsagas valkrets |
| Kandidat                                                              | Kandidat                                                              | Röster                                                                | Röster                                                                | Röster                                                                |
| Kandidat                                                              | Kandidat                                                              | Antal                                                                 | %                                                                     | +− %                                                                  |
| --------------------------------------------------------------------- | --------------------------------------------------------------------- | --------------------------------------------------------------------- | --------------------------------------------------------------------- | --------------------------------------------------------------------- |
|                                                                       | Adolf Ericson                                                         | 703                                                                   | 58,9                                                                  | ▼3,3                                                                  |
|                                                                       | L.J. Åhlén (fp)                                                       | 488                                                                   | 40,9                                                                  |                                                                       |
|                                                                       | Övriga kandidater                                                     | 2                                                                     | 0,2                                                                   |                                                                       |
| Antal giltiga röster                                                  | Antal giltiga röster                                                  | 1,193                                                                 |                                                                       |                                                                       |
| Kasserade röster                                                      | Kasserade röster                                                      | 3                                                                     |                                                                       |                                                                       |
| Totalt                                                                | Totalt                                                                | 1,196                                                                 |                                                                       |                                                                       |

Valet ägde rum den 27 augusti 1899.

### 1902
| Andrakammarvalet i Sverige 1902: Västmanlands östra domsagas valkrets | Andrakammarvalet i Sverige 1902: Västmanlands östra domsagas valkrets | Andrakammarvalet i Sverige 1902: Västmanlands östra domsagas valkrets | Andrakammarvalet i Sverige 1902: Västmanlands östra domsagas valkrets | Andrakammarvalet i Sverige 1902: Västmanlands östra domsagas valkrets |
| Kandidat                                                              | Kandidat                                                              | Röster                                                                | Röster                                                                | Röster                                                                |
| Kandidat                                                              | Kandidat                                                              | Antal                                                                 | %                                                                     | +− %                                                                  |
| --------------------------------------------------------------------- | --------------------------------------------------------------------- | --------------------------------------------------------------------- | --------------------------------------------------------------------- | --------------------------------------------------------------------- |
|                                                                       | Leonard Lindewall                                                     | 740                                                                   | 52,5                                                                  |                                                                       |
|                                                                       | Johan Andersson                                                       | 667                                                                   | 47,3                                                                  |                                                                       |
|                                                                       | Övriga kandidater                                                     | 3                                                                     | 0,2                                                                   |                                                                       |
| Antal giltiga röster                                                  | Antal giltiga röster                                                  | 1,410                                                                 |                                                                       |                                                                       |
| Kasserade röster                                                      | Kasserade röster                                                      | 2                                                                     |                                                                       |                                                                       |
| Totalt                                                                | Totalt                                                                | 1,412                                                                 |                                                                       |                                                                       |

Valet ägde rum den 7 september 1902.

### 1905
| Andrakammarvalet i Sverige 1905: Västmanlands östra domsagas valkrets | Andrakammarvalet i Sverige 1905: Västmanlands östra domsagas valkrets | Andrakammarvalet i Sverige 1905: Västmanlands östra domsagas valkrets | Andrakammarvalet i Sverige 1905: Västmanlands östra domsagas valkrets | Andrakammarvalet i Sverige 1905: Västmanlands östra domsagas valkrets |
| Kandidat                                                              | Kandidat                                                              | Röster                                                                | Röster                                                                | Röster                                                                |
| Kandidat                                                              | Kandidat                                                              | Antal                                                                 | %                                                                     | +− %                                                                  |
| --------------------------------------------------------------------- | --------------------------------------------------------------------- | --------------------------------------------------------------------- | --------------------------------------------------------------------- | --------------------------------------------------------------------- |
|                                                                       | Carl Eric Johansson                                                   | 662                                                                   | 53,9                                                                  |                                                                       |
|                                                                       | Johan Andersson                                                       | 549                                                                   | 44,7                                                                  | ▼2,6                                                                  |
|                                                                       | Övriga kandidater                                                     | 17                                                                    | 1,4                                                                   |                                                                       |
| Antal giltiga röster                                                  | Antal giltiga röster                                                  | 1,228                                                                 |                                                                       |                                                                       |
| Kasserade röster                                                      | Kasserade röster                                                      | 1                                                                     |                                                                       |                                                                       |
| Totalt                                                                | Totalt                                                                | 1,229                                                                 |                                                                       |                                                                       |

Valet ägde rum den 3 september 1905.

### 1908
| Andrakammarvalet i Sverige 1908: Västmanlands östra domsagas valkrets | Andrakammarvalet i Sverige 1908: Västmanlands östra domsagas valkrets | Andrakammarvalet i Sverige 1908: Västmanlands östra domsagas valkrets | Andrakammarvalet i Sverige 1908: Västmanlands östra domsagas valkrets | Andrakammarvalet i Sverige 1908: Västmanlands östra domsagas valkrets |
| Kandidat                                                              | Kandidat                                                              | Röster                                                                | Röster                                                                | Röster                                                                |
| Kandidat                                                              | Kandidat                                                              | Antal                                                                 | %                                                                     | +− %                                                                  |
| --------------------------------------------------------------------- | --------------------------------------------------------------------- | --------------------------------------------------------------------- | --------------------------------------------------------------------- | --------------------------------------------------------------------- |
|                                                                       | Johan Andersson                                                       | 831                                                                   | 50,1                                                                  |                                                                       |
|                                                                       | Carl Eric Johansson                                                   | 825                                                                   | 49,8                                                                  |                                                                       |
|                                                                       | Övriga kandidater                                                     | 1                                                                     | 0,1                                                                   |                                                                       |
| Antal giltiga röster                                                  | Antal giltiga röster                                                  | 1,657                                                                 |                                                                       |                                                                       |
| Kasserade röster                                                      | Kasserade röster                                                      | 4                                                                     |                                                                       |                                                                       |
| Totalt                                                                | Totalt                                                                | 1,661                                                                 |                                                                       |                                                                       |

| Andrakammarvalet i Sverige 1908: Västmanlands östra domsagas valkrets | Andrakammarvalet i Sverige 1908: Västmanlands östra domsagas valkrets | Andrakammarvalet i Sverige 1908: Västmanlands östra domsagas valkrets | Andrakammarvalet i Sverige 1908: Västmanlands östra domsagas valkrets | Andrakammarvalet i Sverige 1908: Västmanlands östra domsagas valkrets |
| Kandidat                                                              | Kandidat                                                              | Röster                                                                | Röster                                                                | Röster                                                                |
| Kandidat                                                              | Kandidat                                                              | Antal                                                                 | %                                                                     | +− %                                                                  |
| --------------------------------------------------------------------- | --------------------------------------------------------------------- | --------------------------------------------------------------------- | --------------------------------------------------------------------- | --------------------------------------------------------------------- |
|                                                                       | Johan Andersson                                                       | 1,168                                                                 | 55,4                                                                  |                                                                       |
|                                                                       | Carl Eric Johansson                                                   | 938                                                                   | 44,5                                                                  |                                                                       |
|                                                                       | Övriga kandidater                                                     | 2                                                                     | 0,1                                                                   |                                                                       |
| Antal giltiga röster                                                  | Antal giltiga röster                                                  | 2,108                                                                 |                                                                       |                                                                       |
| Kasserade röster                                                      | Kasserade röster                                                      | 2                                                                     |                                                                       |                                                                       |
| Totalt                                                                | Totalt                                                                | 2,110                                                                 |                                                                       |                                                                       |